# Österreich-Rundfahrt 2014
Die 66. Österreich-Rundfahrt 2014 war ein österreichisches Straßenradrennen. Das Etappenrennen fand vom 6. bis zum 13. Juli 2014 statt und gehörte in der UCI Europe Tour 2014 zum bereits neunten Mal zur höchsten Kategorie, der "hors categorie" (2HC).
Die Rundfahrt führte in acht Etappen über 1216,5 Kilometer von Tulln nach Wien. Höhepunkte waren die Bergankünfte auf dem Sonntagberg (1. Etappe), dem Kitzbüheler Horn (3. Etappe) und dem Dobratsch (6. Etappe) sowie die Überquerung des Großglockners 5. Etappe. Insgesamt nahmen 19 Teams mit 151 Fahrern an der Rundfahrt teil, von denen jedoch nur 124 das Ziel erreichten. Der Rennschnitt betrug 40,88 km/h.
Die Tour stand ganz im Zeichen des 25-jährigen, ehemaligen Bahnrad-Weltmeisters Peter Kennaugh (Großbritannien), der sich gleich in der ersten Etappe an die Spitze setzte und die Führung bis zum Ziel nicht mehr abgab. Start-Ziel-Siege waren zuvor nur dem Österreicher Roman Humenberger (1971) und dem Russen Dmitri Konyschew (1987) gelungen. Dabei verwies er den Spanier Javier Moreno (Movistar Team) und den Italiener Damiano Caruso (Team Katusha) auf die Ränge zwei und drei. Auf den Plätzen dahinter landeten mit Patrick Konrad (Team Gourmetfein Simplon Wels), der damit die Nachwuchs-Wertung gewann, und Vorjahressieger Riccardo Zoidl (Trek Factory Racing) die besten Österreicher.
Darüber hinaus gewann der für das Team Sky angetretene Kennaugh auch die Punktewertung vor Damiano Caruso und dem Österreicher Marco Haller (beide Team Katusha). Die Bergwertung sicherte sich der Russe Maxim Belkow (Team Katusha) vor dem Kolumbianer Dayer Quintana (Movistar Team) und Peter Kennaugh. Die Mannschaftswertung sah das Movistar Team (Spanien) vor Tinkoff-Saxo (Russland) und dem Team Gourmetfein Simplon Wels (Österreich) erfolgreich.
Der erst 20-jährige Oberösterreicher Georg Mühlberger machte erstmals groß auf sich aufmerksam und krönte sich zum Glocknerkönig. Damit war nach Gerrit Glomser 2008 wieder ein heimischer Fahrer Sieger am höchsten Berg Österreichs. Auf der Schlussetappe, die trotz eines Gewitters mit einem Schnitt von 49,3 km/h die schnellste in der Tourgeschichte gefahrene Etappe war, fuhr der Kärntner Marco Haller als erster durchs Ziel und sorgte nach 2008 (René Haselbacher) für einen österreichischen Etappenerfolg.

## Etappenübersicht

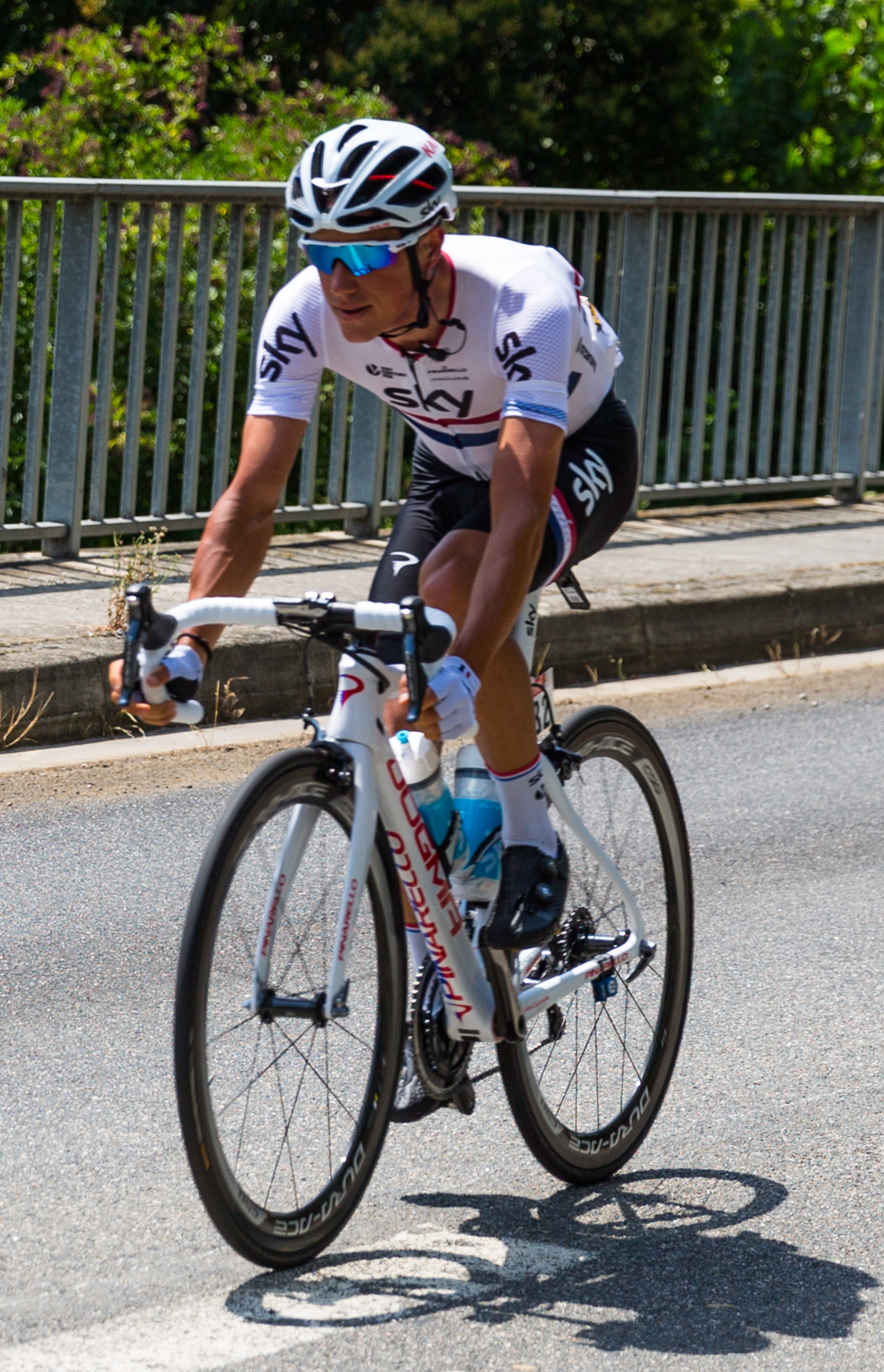
Sieger der Tour 2014: Peter Kennaugh

| Etappe | Datum    | von – nach                                          | Länge in Kilometer | Höhen- meter | Etappensieger      | Gesamtführender |
| ------ | -------- | --------------------------------------------------- | ------------------ | ------------ | ------------------ | --------------- |
| 1.     | 06. Juli | Tulln – Sonntagberg                                 | 0182,0             |              | Peter Kennaugh     | Peter Kennaugh  |
| 2.     | 07. Juli | Waidhofen an der Ybbs – Bad Ischl                   | 0180,9             |              | Oscar Gatto        | Peter Kennaugh  |
| 3.     | 08. Juli | Bad Ischl – Kitzbüheler Horn                        | 0206,0             |              | Dayer Quintana     | Peter Kennaugh  |
| 4.     | 09. Juli | Kitzbühel – Matrei in Osttirol                      | 0171,9             |              | Oscar Gatto        | Peter Kennaugh  |
| 5.     | 10. Juli | Matrei in Osttirol – St. Johann im Pongau/Alpendorf | 0146,4             |              | Jesse Sergent      | Peter Kennaugh  |
| 6.     | 11. Juli | St. Johann im Pongau/Alpendorf – Villach/Dobratsch  | 0182,4             |              | Evgueni Petrov     | Peter Kennaugh  |
| 7.     | 12. Juli | Podersdorf am See – Podersdorf am See               | 0024,1             |              | Kristof Vandewalle | Peter Kennaugh  |
| 8.     | 13. Juli | Podersdorf am See – Wien                            | 0122,8             |              | Marco Haller       | Peter Kennaugh  |
| Gesamt | Gesamt   | Gesamt                                              | 1216,5             |              | –                  | Peter Kennaugh  |

- Grafische Streckenübersicht[11]

## Teilnehmende Mannschaften
| UCI WorldTeam (10) | UCI Professional Continental Team (3)                                               | UCI Continental Team (6) |
| --- | ----------------------------------------------------------------------------------- | --- |
| - Trek Factory Racing (TFR) - Movistar Team (MOV) - Tinkoff-Saxo (TST) - Team Katusha (KAT) - BMC Racing Team (BMC) - Team Sky (SKY) - Garmin Sharp (GRS) - Astana Pro Team (AST) - Lotto Belisol (LTB) - Cannondale (CAN) | - Cofidis, Solutions Crédits (COF) - Wanty-Groupe Gobert (WGG) - Bardiani CSF (BAR) | - Tirol Cycling Team (TIR) - Team Gourmetfein Simplon Wels (RSW) - Amplatz-BMC (AMP) - Team Vorarlberg (VBG) - Gebrüder Weiss-Oberndorfer (GWO) - WSA-Greenlife (WSA) |

## Teilnehmer, Startnummern und Ergebnisse
Quelle
| (TFR) Trek Factory Racing | (TFR) Trek Factory Racing | (TFR) Trek Factory Racing | (TFR) Trek Factory Racing |     | (MOV) Movistar Team              | (MOV) Movistar Team              | (MOV) Movistar Team              | (MOV) Movistar Team              |                       | (TST) Tinkoff - Saxo                | (TST) Tinkoff - Saxo                | (TST) Tinkoff - Saxo                | (TST) Tinkoff - Saxo                |             | (KAT) Team Katusha        | (KAT) Team Katusha        | (KAT) Team Katusha        | (KAT) Team Katusha        |
| Nr.                       | Fahrer                    | Nation                    | Rang                      | Nr. | Fahrer                           | Nation                           | Rang                             | Nr.                              | Fahrer                | Nation                              | Rang                                | Nr.                                 | Fahrer                              | Nation      | Rang                      |                           |                           |                           |
| ------------------------- | ------------------------- | ------------------------- | ------------------------- | --- | -------------------------------- | -------------------------------- | -------------------------------- | -------------------------------- | --------------------- | ----------------------------------- | ----------------------------------- | ----------------------------------- | ----------------------------------- | ----------- | ------------------------- | ------------------------- | ------------------------- | ------------------------- |
| 001                       | Riccardo Zoidl            | Osterreich                | 05.                       | 011 | Eros Capecchi                    | Italien                          | 11.                              | 021                              | Jesper Hansen         | Danemark                            | 27.                                 | 031                                 | Maxim Belkov                        | Russland    | 52.                       |                           |                           |                           |
| 002                       | Fabio Felline             | Italien                   | 65.                       | 012 | Juan José Lobato                 | Spanien                          | 109.0                            | 022                              | –                     | –                                   | –                                   | 032                                 | Pavel Brutt                         | Russland    | 44.                       |                           |                           |                           |
| 003                       | Danilo Hondo              | Belgien                   | 94.                       | 013 | Pablo Lastras                    | Spanien                          | 64.                              | 023                              | Jay McCarthy          | Australien                          | 51.                                 | 033                                 | Giampaolo Caruso                    | Italien     | DNF/5                     |                           |                           |                           |
| 004                       | Bob Jungels               | Luxemburg                 | 16.                       | 014 | Javier Moreno                    | Spanien                          | 02.                              | 024                              | Jewgeni Petrow        | Russland                            | 19.                                 | 034                                 | Petr Ignatenko                      | Russland    | 103.0                     |                           |                           |                           |
| 005                       | Jesse Sergent             | Neuseeland                | 55.                       | 015 | Dayer Quintana                   | Kolumbien                        | 09.                              | 025                              | Paweł Poljański       | Polen                               | DNS/5                               | 035                                 | Marco Haller                        | Osterreich  | 75.                       |                           |                           |                           |
| 006                       | Fábio Silvestre           | Portugal                  | 107.0                     | 016 | Francisco José Ventoso           | Spanien                          | 90.                              | 026                              | Nicki Sørensen        | Danemark                            | 42.                                 | 036                                 | Dmitri Kosontschuk                  | Russland    | 33.                       |                           |                           |                           |
| 007                       | Kristof Vandewalle        | Belgien                   | 67.                       | 017 | Jasha Sütterlin                  | Deutschland                      | 71.                              | 027                              | Rory Sutherland       | Australien                          | DNS/5                               | 037                                 | Alberto Losada                      | Spanien     | 40.                       |                           |                           |                           |
| 008                       | Stijn Devolder            | Belgien                   | 83.                       | 018 | Sylwester Szmyd                  | Polen                            | 24.                              | 028                              | Oliver Zaugg          | Schweiz                             | 07.                                 | 038                                 | Eduard Vorganov                     | Russland    | 49.                       |                           |                           |                           |
| (BMC) BMC Racing Team     | (BMC) BMC Racing Team     | (BMC) BMC Racing Team     | (BMC) BMC Racing Team     |     | (SKY) Team Sky                   | (SKY) Team Sky                   | (SKY) Team Sky                   | (SKY) Team Sky                   |                       | (GRS) Garmin Sharp                  | (GRS) Garmin Sharp                  | (GRS) Garmin Sharp                  | (GRS) Garmin Sharp                  |             | (AST) Astana Pro Team     | (AST) Astana Pro Team     | (AST) Astana Pro Team     | (AST) Astana Pro Team     |
| Nr.                       | Fahrer                    | Nation                    | Rang                      | Nr. | Fahrer                           | Nation                           | Rang                             | Nr.                              | Fahrer                | Nation                              | Rang                                | Nr.                                 | Fahrer                              | Nation      | Rang                      |                           |                           |                           |
| 041                       | Brent Bookwalter          | Vereinigte Staaten        | 18.                       | 051 | Ian Boswell                      | Vereinigte Staaten               | 53.                              | 061                              | Nathan Brown          | Vereinigte Staaten                  | 31.                                 | 071                                 | Arman Kamyshev                      | Kasachstan  | 74.                       |                           |                           |                           |
| 042                       | Yannick Eijssen           | Belgien                   | DNF/5                     | 052 | Kanstanzin Siuzou                | Belarus                          | 25.                              | 062                              | Nathan Haas           | Australien                          | 62.                                 | 072                                 | Janez Brajkovič                     | Slowenien   | 13.                       |                           |                           |                           |
| 043                       | Ben Hermans               | Belgien                   | DNF/5                     | 053 | Nathan Earle                     | Australien                       | 120.0                            | 063                              | Koldo Fernández       | Spanien                             | 48.                                 | 073                                 | Daniil Fominych                     | Kasachstan  | 32.                       |                           |                           |                           |
| 044                       | Stephen Cummings          | Vereinigtes Konigreich    | DNS/7                     | 054 | Joshua Edmondson                 | Vereinigtes Konigreich           | 50.                              | 064                              | Daniel Martin         | Irland                              | 15.                                 | 074                                 | Francesco Gavazzi                   | Italien     | 26.                       |                           |                           |                           |
| 045                       | Sebastian Lander          | Danemark                  | 54.                       | 055 | Sebastián Henao                  | Kolumbien                        | 34.                              | 065                              | Lasse Norman Hansen   | Danemark                            | DNF/4                               | 075                                 | Jacopo Guarnieri                    | Italien     | 84.                       |                           |                           |                           |
| 046                       | Rick Zabel                | Deutschland               | DNS/8                     | 056 | Christian Knees                  | Deutschland                      | 35.                              | 066                              | Raymond Kreder        | Niederlande                         | 77.                                 | 076                                 | Valentin Iglinskiy                  | Kasachstan  | DNF/2                     |                           |                           |                           |
| 047                       | Manuel Quinziato          | Italien                   | 61.                       | 057 | Peter Kennaugh                   | Vereinigtes Konigreich           | 01.                              | 067                              | Lachlan Morton        | Australien                          | DNF/4                               | 077                                 | Fredrik Kessiakoff                  | Schweden    | DNF/3                     |                           |                           |                           |
| 048                       | Lawrence Warbasse         | Vereinigte Staaten        | 21.                       | 058 | Christopher Sutton               | Australien                       | 121.0                            | 068                              | Steele Von Hoff       | Australien                          | 116.0                               | 078                                 | Alexei Luzenko                      | Kasachstan  | 72.                       |                           |                           |                           |
| (LTB) Lotto Belisol       | (LTB) Lotto Belisol       | (LTB) Lotto Belisol       | (LTB) Lotto Belisol       |     | (CAN) Cannondale                 | (CAN) Cannondale                 | (CAN) Cannondale                 | (CAN) Cannondale                 |                       | (COF) Cofidis, Solutions Crédits    | (COF) Cofidis, Solutions Crédits    | (COF) Cofidis, Solutions Crédits    | (COF) Cofidis, Solutions Crédits    |             | (WGG) Wanty-Groupe Gobert | (WGG) Wanty-Groupe Gobert | (WGG) Wanty-Groupe Gobert | (WGG) Wanty-Groupe Gobert |
| Nr.                       | Fahrer                    | Nation                    | Rang                      | Nr. | Fahrer                           | Nation                           | Rang                             | Nr.                              | Fahrer                | Nation                              | Rang                                | Nr.                                 | Fahrer                              | Nation      | Rang                      |                           |                           |                           |
| 81                        | Louis Vervaeke            | Belgien                   | DNF/3                     | 91  | Ivan Basso                       | Italien                          | DNF/5                            | 101                              | Jérémy Bescond        | Frankreich                          | DNF/6                               | 111                                 | Frederik Backaert                   | Belgien     | 17.                       |                           |                           |                           |
| 82                        | Vegard Breen              | Norwegen                  | 58.                       | 92  | Alberto Bettiol                  | Italien                          | 108.0                            | 102                              | Gert Joeaar           | Estland                             | 87.                                 | 112                                 | Thomas Degand                       | Belgien     | 10.                       |                           |                           |                           |
| 83                        | Sean De Bie               | Belgien                   | DNF/5                     | 93  | Oscar Gatto                      | Italien                          | 99.                              | 103                              | Yohann Bagot          | Frankreich                          | 22.                                 | 113                                 | Francis De Greef                    | Belgien     | 20.                       |                           |                           |                           |
| 84                        | Gert Dockx                | Belgien                   | 63.                       | 94  | Matthias Krizek                  | Osterreich                       | 88.                              | 104                              | Romain Lemarchand     | Frankreich                          | 70.                                 | 114                                 | Wesley Kreder                       | Niederlande | 93.                       |                           |                           |                           |
| 85                        | Boris Vallée              | Belgien                   | 98.                       | 95  | Matej Mohorič                    | Slowenien                        | 46.                              | 105                              | Christophe Le Mével   | Frankreich                          | 12.                                 | 115                                 | Kevin Seeldraeyers                  | Belgien     | DNF/5                     |                           |                           |                           |
| 86                        | Dennis Vanendert          | Belgien                   | 95.                       | 96  | George Bennett                   | Neuseeland                       | 45.                              | 106                              | Guillaume Levarlet    | Frankreich                          | 28.                                 | 116                                 | Tim De Troyer                       | Belgien     | 112.0                     |                           |                           |                           |
| 87                        | Jelle Vanendert           | Belgien                   | 60.                       | 97  | Damiano Caruso                   | Italien                          | 03.                              | 107                              | Clément Venturini     | Frankreich                          | 89.                                 | 117                                 | Marco Minnaard                      | Niederlande | 29.                       |                           |                           |                           |
| 88                        | Jonas Vangenechten        | Belgien                   | DNF/5                     | 98  | Davide Villella                  | Italien                          | 73.                              | 108                              | Jérôme Coppel         | Frankreich                          | 06.                                 | 118                                 | Kévin Van Melsen                    | Belgien     | 56.                       |                           |                           |                           |
| (BAR) Bardiani CSF        | (BAR) Bardiani CSF        | (BAR) Bardiani CSF        | (BAR) Bardiani CSF        |     | (TIR) Tirol Cycling Team         | (TIR) Tirol Cycling Team         | (TIR) Tirol Cycling Team         | (TIR) Tirol Cycling Team         |                       | (RSW) Team Gourmetfein Simplon Wels | (RSW) Team Gourmetfein Simplon Wels | (RSW) Team Gourmetfein Simplon Wels | (RSW) Team Gourmetfein Simplon Wels |             | (AMP) Amplatz-BMC         | (AMP) Amplatz-BMC         | (AMP) Amplatz-BMC         | (AMP) Amplatz-BMC         |
| Nr.                       | Fahrer                    | Nation                    | Rang                      | Nr. | Fahrer                           | Nation                           | Rang                             | Nr.                              | Fahrer                | Nation                              | Rang                                | Nr.                                 | Fahrer                              | Nation      | Rang                      |                           |                           |                           |
| 121                       | Nicola Boem               | Italien                   | 113.0                     | 131 | Patrick Bosman                   | Osterreich                       | 66.                              | 141                              | Daniel Biedermann     | Osterreich                          | 97.                                 | 151                                 | Andi Bajc                           | Slowenien   | 80.                       |                           |                           |                           |
| 122                       | Marco Canola              | Italien                   | 106.0                     | 132 | Clemens Fankhauser               | Osterreich                       | 37.                              | 142                              | Jure Golčer           | Slowenien                           | 08.                                 | 152                                 | Dejan Bajt                          | Slowenien   | 115.0                     |                           |                           |                           |
| 123                       | Nicola Ruffoni            | Italien                   | DNF/5                     | 133 | Dominik Hrinkow                  | Osterreich                       | 102.0                            | 143                              | Paul Illenberger      | Osterreich                          | 118.0                               | 153                                 | Marek Čanecký                       | Slowakei    | 100.0                     |                           |                           |                           |
| 124                       | Donato De Ieso            | Italien                   | 39.                       | 134 | Gregor Mühlberger                | Osterreich                       | 59.                              | 144                              | Patrick Konrad        | Osterreich                          | 04.                                 | 154                                 | Michael Gaubitzer                   | Osterreich  | DNF/6                     |                           |                           |                           |
| 125                       | Stefano Locatelli         | Italien                   | 119.0                     | 135 | Stefan Praxmarer                 | Osterreich                       | DNF/1                            | 145                              | Matija Kvasina        | Kroatien                            | 14.                                 | 155                                 | Péter Kusztor                       | Ungarn      | 41.                       |                           |                           |                           |
| 126                       | Andrea Manfredi           | Italien                   | 91.                       | 136 | Florian Schipflinger             | Osterreich                       | DNS/5                            | 146                              | Matej Marin           | Slowenien                           | 114.0                               | 156                                 | Stefan Pöll                         | Osterreich  | 105.0                     |                           |                           |                           |
| 127                       | Angelo Pagani             | Italien                   | 47.                       | 137 | Martin Weiss                     | Osterreich                       | 76.                              | 147                              | Daniel Lehner         | Osterreich                          | 117.0                               | 157                                 | Stephan Rabitsch                    | Osterreich  | 96.                       |                           |                           |                           |
| 128                       | Andrea Piechele           | Italien                   | 124.0                     | 138 | David Wöhrer                     | Osterreich                       | 23.                              | 148                              | Sebastian Schönberger | Osterreich                          | 81.                                 | 158                                 | Jan Tratnik                         | Slowenien   | 57.                       |                           |                           |                           |
| (VBG) Team Vorarlberg     | (VBG) Team Vorarlberg     | (VBG) Team Vorarlberg     | (VBG) Team Vorarlberg     |     | (GWO) Gebrüder Weiss-Oberndorfer | (GWO) Gebrüder Weiss-Oberndorfer | (GWO) Gebrüder Weiss-Oberndorfer | (GWO) Gebrüder Weiss-Oberndorfer |                       | (WSA) WSA-Greenlife                 | (WSA) WSA-Greenlife                 | (WSA) WSA-Greenlife                 | (WSA) WSA-Greenlife                 |             |                           |                           |                           |                           |
| Nr.                       | Fahrer                    | Nation                    | Rang                      | Nr. | Fahrer                           | Nation                           | Rang                             | Nr.                              | Fahrer                | Nation                              | Rang                                |                                     |                                     |             |                           |                           |                           |                           |
| 161                       | Nicolas Baldo             | Frankreich                | 38.                       | 171 | Benjamin Edmüller                | Deutschland                      | DNF/6                            | 181                              | Daniel Auer           | Osterreich                          | DNF/2                               |                                     |                                     |             |                           |                           |                           |                           |
| 162                       | Andreas Hofer             | Osterreich                | 78.                       | 172 | Gregor Gazvoda                   | Slowenien                        | 86.                              | 182                              | Florian Bissinger     | Deutschland                         | 43.                                 |                                     |                                     |             |                           |                           |                           |                           |
| 163                       | Reiner Hönig              | Deutschland               | 69.                       | 173 | Michael Gogl                     | Osterreich                       | 85.                              | 183                              | Florian Gaugl         | Osterreich                          | DNF/5                               |                                     |                                     |             |                           |                           |                           |                           |
| 164                       | Patrick Jäger             | Osterreich                | DNF/1                     | 174 | Jakub Kratochvila                | Tschechien                       | 122.0                            | 184                              | MarkuS Götz           | Osterreich                          | 92.                                 |                                     |                                     |             |                           |                           |                           |                           |
| 165                       | Grischa Janorschke        | Deutschland               | 123.0                     | 175 | Tomáš Koudela                    | Tschechien                       | 36.                              | 185                              | Bernhard Kroger       | Osterreich                          | DNF/6                               |                                     |                                     |             |                           |                           |                           |                           |
| 166                       | Fabian Schnaidt           | Deutschland               | DNF/5                     | 176 | Maximilian Kuen                  | Osterreich                       | 68.                              | 186                              | Hans-Jörg Leopold     | Osterreich                          | 79.                                 |                                     |                                     |             |                           |                           |                           |                           |
| 167                       | Christoph Springer        | Deutschland               | 101.0                     | 177 | Alexander Meier                  | Deutschland                      | 111.0                            | 187                              | Martin Schöffmann     | Osterreich                          | 104.0                               |                                     |                                     |             |                           |                           |                           |                           |
| 168                       | Nicolas Winter            | Schweiz                   | 82.                       | 178 | Andreas Müller                   | Osterreich                       | DNS/5                            | 188                              | Alexander Brus        | Osterreich                          | 110.0                               |                                     |                                     |             |                           |                           |                           |                           |

## Etappenergebnisse

### 1. Etappe: Tulln – Sonntagberg
| Rang | Fahrer / Nation   | Team                          | Zeit    |
| ---- | ----------------- | ----------------------------- | ------- |
| 01.  | Peter Kennaugh    | Team Sky                      | 4:32:22 |
| 02.  | Oliver Zaugg      | Tinkoff - Saxo                | +011    |
| 03.  | Javier Moreno     | Movistar Team                 | +018    |
| 04.  | Damiano Caruso    | Team Katusha                  | +021    |
| 05.  | Ben Hermans       | BMC Racing Team               | +021    |
| 06.  | Patrick Konrad    | Team Gourmetfein Simplon Wels | +025    |
| 07.  | Eros Capecchi     | Movistar Team                 | +030    |
| 08.  | Daniel Martin     | Garmin Sharp                  | +036    |
| 09.  | Kanstanzin Siuzou | Team Sky                      | +036    |
| 10.  | Jure Golčer       | Team Gourmetfein Simplon Wels | +036    |

| Rang | Fahrer / Nation   | Team                          | Zeit    |
| ---- | ----------------- | ----------------------------- | ------- |
| 01.  | Peter Kennaugh    | Team Sky                      | 4:32:12 |
| 02.  | Oliver Zaugg      | Tinkoff - Saxo                | +015    |
| 03.  | Javier Moreno     | Movistar Team                 | +024    |
| 04.  | Damiano Caruso    | Team Katusha                  | +031    |
| 05.  | Ben Hermans       | BMC Racing Team               | +031    |
| 06.  | Patrick Konrad    | Team Gourmetfein Simplon Wels | +035    |
| 07.  | Eros Capecchi     | Movistar Team                 | +040    |
| 08.  | Daniel Martin     | Garmin Sharp                  | +041    |
| 09.  | Kanstanzin Siuzou | Team Sky                      | +046    |
| 10.  | Jure Golčer       | Team Gourmetfein Simplon Wels | +046    |

### 2. Etappe: Waidhofen an der Ybbs - Bad Ischl
| Rang | Fahrer / Nation    | Team                | Zeit         |
| ---- | ------------------ | ------------------- | ------------ |
| 01.  | Oscar Gatto        | Cannondale          | 4:25:53      |
| 02.  | Juan José Lobato   | Movistar Team       | gleiche Zeit |
| 03.  | Marco Haller       | Team Katusha        | gleiche Zeit |
| 04.  | Jonas Vangenechten | Lotto Belisol       | gleiche Zeit |
| 05.  | Jay McCarthy       | Tinkoff - Saxo      | gleiche Zeit |
| 06.  | Tim De Troyer      | Wanty-Groupe Gobert | gleiche Zeit |
| 07.  | Fabian Schnaidt    | Team Vorarlberg     | gleiche Zeit |
| 08.  | Jacopo Guarnieri   | Astana Pro Team     | gleiche Zeit |
| 09.  | Jan Tratnik        | Amplatz-BMC         | gleiche Zeit |
| 10.  | Wesley Kreder      | Wanty-Groupe Gobert | gleiche Zeit |

| Rang | Fahrer / Nation   | Team                          | Zeit    |
| ---- | ----------------- | ----------------------------- | ------- |
| 01.  | Peter Kennaugh    | Team Sky                      | 8:58:05 |
| 02.  | Oliver Zaugg      | Tinkoff - Saxo                | +015    |
| 03.  | Javier Moreno     | Movistar Team                 | +024    |
| 04.  | Damiano Caruso    | Team Katusha                  | +031    |
| 05.  | Ben Hermans       | BMC Racing Team               | +031    |
| 06.  | Patrick Konrad    | Team Gourmetfein Simplon Wels | +035    |
| 07.  | Eros Capecchi     | Movistar Team                 | +040    |
| 08.  | Daniel Martin     | Garmin Sharp                  | +041    |
| 09.  | Kanstanzin Siuzou | Team Sky                      | +046    |
| 10.  | Jure Golčer       | Team Gourmetfein Simplon Wels | +046    |

### 3. Etappe: Bad Ischl - Kitzbüheler Horn
| Rang | Fahrer / Nation    | Team                          | Zeit    |
| ---- | ------------------ | ----------------------------- | ------- |
| 01.  | Dayer Quintana     | Movistar Team                 | 5:13:16 |
| 02.  | Damiano Caruso     | Cannondale                    | +054    |
| 03.  | Peter Kennaugh     | Team Sky                      | +054    |
| 04.  | Javier Moreno      | Movistar Team                 | +1:06   |
| 05.  | Patrick Konrad     | Team Gourmetfein Simplon Wels | +1:25   |
| 06.  | Guillaume Levarlet | Cofidis, Solutions Crédits    | +1:34   |
| 07.  | Jérôme Coppel      | Cofidis, Solutions Crédit     | +1:34   |
| 08.  | Oliver Zaugg       | Tinkoff - Saxo                | +1:42   |
| 09.  | Jure Golčer        | Team Gourmetfein Simplon Wels | +1:49   |
| 10.  | Eros Capecchi      | Movistar Team                 | +1:56   |

| Rang | Fahrer / Nation | Team                          | Zeit     |
| ---- | --------------- | ----------------------------- | -------- |
| 01.  | Peter Kennaugh  | Team Sky                      | 14:12:11 |
| 02.  | Damiano Caruso  | Team Katusha                  | +029     |
| 03.  | Javier Moreno   | Movistar Team                 | +040     |
| 04.  | Oliver Zaugg    | Tinkoff - Saxo                | +1:07    |
| 05.  | Patrick Konrad  | Team Gourmetfein Simplon Wels | +1:10    |
| 06.  | Jure Golčer     | Team Gourmetfein Simplon Wels | +1:45    |
| 07.  | Eros Capecchi   | Movistar Team                 | +1:46    |
| 08.  | Jérôme Coppel   | Cofidis, Solutions Crédit     | +1:59    |
| 09.  | Daniel Martin   | Garmin Sharp                  | +2:37    |
| 10.  | Jesper Hansen   | Tinkoff - Saxo                | +2:38    |

### 4. Etappe: Kitzbühel – Matrei in Osttirol
| Rang | Fahrer / Nation   | Team                | Zeit         |
| ---- | ----------------- | ------------------- | ------------ |
| 01.  | Oscar Gatto       | Cannondale          | 4:14:08      |
| 02.  | Juan José Lobato  | Movistar Team       | gleiche Zeit |
| 03.  | Marco Haller      | Team Katusha        | gleiche Zeit |
| 04.  | Fabio Felline     | Trek Factory Racing | gleiche Zeit |
| 05.  | Nicola Boem       | Bardiani CSF        | gleiche Zeit |
| 06.  | Francesco Gavazzi | Astana Pro Team     | gleiche Zeit |
| 07.  | Rick Zabel        | BMC Racing Team     | gleiche Zeit |
| 08.  | Sebastian Lander  | BMC Racing Team     | gleiche Zeit |
| 09.  | Damiano Caruso    | Team Katusha        | gleiche Zeit |
| 10.  | Peter Kennaugh    | Team Sky            | gleiche Zeit |

| Rang | Fahrer / Nation | Team                          | Zeit     |
| ---- | --------------- | ----------------------------- | -------- |
| 01.  | Peter Kennaugh  | Team Sky                      | 18:26:19 |
| 02.  | Damiano Caruso  | Team Katusha                  | +029     |
| 03.  | Javier Moreno   | Movistar Team                 | +040     |
| 04.  | Oliver Zaugg    | Tinkoff - Saxo                | +1:07    |
| 05.  | Patrick Konrad  | Team Gourmetfein Simplon Wels | +1:10    |
| 06.  | Jure Golčer     | Team Gourmetfein Simplon Wels | +1:45    |
| 07.  | Eros Capecchi   | Movistar Team                 | +1:46    |
| 08.  | Jérôme Coppel   | Cofidis, Solutions Crédit     | +1:59    |
| 09.  | Daniel Martin   | Garmin Sharp                  | +2:38    |
| 10.  | Dayer Quintana  | Movistar Team                 | +2:39    |

### 5. Etappe: Matrei in Osttirol – St. Johann im Pongau/Alpendorf
| Rang | Fahrer / Nation | Team                          | Zeit    |
| ---- | --------------- | ----------------------------- | ------- |
| 01.  | Jesse Sergent   | Trek Factory Racing           | 3:57:04 |
| 02.  | Yoann Bagot     | Cofidis, Solutions Crédits    | +057    |
| 03.  | Patrick Konrad  | Team Gourmetfein Simplon Wels | +057    |
| 04.  | Damiano Caruso  | Team Katusha                  | +057    |
| 05.  | Daniel Martin   | Garmin Sharp                  | +057    |
| 06.  | Javier Moreno   | Movistar Team                 | +057    |
| 07.  | Peter Kennaugh  | Team Sky                      | +057    |
| 08.  | Oliver Zaugg    | Tinkoff - Saxo                | +057    |
| 09.  | Riccardo Zoidl  | Trek Factory Racing           | +057    |
| 10.  | Thomas Degand   | Wanty-Groupe Gobert           | +057    |

| Rang | Fahrer / Nation | Team                          | Zeit     |
| ---- | --------------- | ----------------------------- | -------- |
| 01.  | Peter Kennaugh  | Team Sky                      | 22:24:20 |
| 02.  | Damiano Caruso  | Team Katusha                  | +029     |
| 03.  | Javier Moreno   | Movistar Team                 | +040     |
| 04.  | Patrick Konrad  | Team Gourmetfein Simplon Wels | +1:06    |
| 05.  | Oliver Zaugg    | Tinkoff - Saxo                | +1:07    |
| 06.  | Jure Golčer     | Team Gourmetfein Simplon Wels | +1:50    |
| 07.  | Eros Capecchi   | Movistar Team                 | +1:51    |
| 08.  | Jérôme Coppel   | Cofidis, Solutions Crédit     | +2:04    |
| 09.  | Dayer Quintana  | Movistar Team                 | +2:44    |
| 10.  | Jesper Hansen   | Tinkoff - Saxo                | +2:50    |

### 6. Etappe: St. Johann im Pongau/Alpendorf – Villach/Dobratsch
| Rang | Fahrer / Nation   | Team                          | Zeit    |
| ---- | ----------------- | ----------------------------- | ------- |
| 01.  | Jewgeni Petrow    | Tinkoff - Saxo                | 4:48:37 |
| 02.  | Dayer Quintana    | Movistar Team                 | +024    |
| 03.  | Peter Kennaugh    | Team Sky                      | +026    |
| 04.  | Riccardo Zoidl    | Trek Factory Racing           | +026    |
| 05.  | Oliver Zaugg      | Tinkoff - Saxo                | +032    |
| 06.  | Javier Moreno     | Movistar Team                 | +044    |
| 07.  | Damiano Caruso    | Team Katusha                  | +1:20   |
| 08.  | Lawrence Warbasse | BMC Racing Team               | +1:25   |
| 09.  | Thomas Degand     | Wanty-Groupe Gobert           | +1:25   |
| 10.  | Jure Golčer       | Team Gourmetfein Simplon Wels | +1:37   |

| Rang | Fahrer / Nation | Team                          | Zeit     |
| ---- | --------------- | ----------------------------- | -------- |
| 01.  | Peter Kennaugh  | Team Sky                      | 27:13:19 |
| 02.  | Javier Moreno   | Movistar Team                 | +1:02    |
| 03.  | Oliver Zaugg    | Tinkoff - Saxo                | +1:17    |
| 04.  | Damiano Caruso  | Team Katusha                  | +1:27    |
| 05.  | Patrick Konrad  | Team Gourmetfein Simplon Wels | +2:35    |
| 06.  | Dayer Quintana  | Movistar Team                 | +2:40    |
| 07.  | Jure Golčer     | Team Gourmetfein Simplon Wels | +3:05    |
| 08.  | Eros Capecchi   | Movistar Team                 | +3:11    |
| 09.  | Riccardo Zoidl  | Trek Factory Racing           | +3:18    |
| 10.  | Jérôme Coppel   | Cofidis, Solutions Crédit     | +3:26    |

### 7. Etappe: Podersdorf am See – Podersdorf am See
| Rang | Fahrer / Nation    | Team                       | Zeit  |
| ---- | ------------------ | -------------------------- | ----- |
| 01.  | Kristof Vandewalle | Trek Factory Racing        | 27:50 |
| 02.  | Jesse Sergent      | Trek Factory Racing        | +015  |
| 03.  | Manuel Quinziato   | BMC Racing Team            | +018  |
| 04.  | Danilo Hondo       | Trek Factory Racing        | +038  |
| 05.  | Bob Jungels        | Trek Factory Racing        | +042  |
| 06.  | Kanstanzin Siuzou  | Team Sky                   | +044  |
| 07.  | Gert Joeaar        | Cofidis, Solutions Crédits | +048  |
| 08.  | Stijn Devolder     | Trek Factory Racing        | +056  |
| 09.  | Riccardo Zoidl     | Trek Factory Racing        | +057  |
| 10.  | Jérôme Coppel      | Cofidis, Solutions Crédits | +1:00 |

| Rang | Fahrer / Nation | Team                          | Zeit     |
| ---- | --------------- | ----------------------------- | -------- |
| 01.  | Peter Kennaugh  | Team Sky                      | 27:42:32 |
| 02.  | Javier Moreno   | Movistar Team                 | +1:03    |
| 03.  | Damiano Caruso  | Team Katusha                  | +1:42    |
| 04.  | Patrick Konrad  | Team Gourmetfein Simplon Wels | +2:50    |
| 05.  | Riccardo Zoidl  | Trek Factory Racing           | +2:52    |
| 06.  | Jérôme Coppel   | Cofidis, Solutions Crédit     | +3:03    |
| 07.  | Oliver Zaugg    | Tinkoff - Saxo                | +3:07    |
| 08.  | Jure Golčer     | Team Gourmetfein Simplon Wels | +3:47    |
| 09.  | Dayer Quintana  | Movistar Team                 | +4:14    |
| 10.  | Thomas Degand   | Wanty-Groupe Gobert           | +4:15    |

### 8. Etappe: Podersdorf am See – Wien
| Rang | Fahrer / Nation   | Team                          | Zeit         |
| ---- | ----------------- | ----------------------------- | ------------ |
| 01.  | Marco Haller      | Team Katusha                  | 2:03:08      |
| 02.  | Jacopo Guarnieri  | Astana Pro Team               | gleiche Zeit |
| 03.  | Raymond Kreder    | Garmin Sharp                  | gleiche Zeit |
| 04.  | Boris Vallée      | Lotto Belisol                 | gleiche Zeit |
| 05.  | Alexei Luzenko    | Astana Pro Team               | gleiche Zeit |
| 06.  | Fábio Silvestre   | Trek Factory Racing           | gleiche Zeit |
| 07.  | Andrea Piechele   | Bardiani CSF                  | gleiche Zeit |
| 08.  | Clément Venturini | Cofidis, Solutions Crédits    | gleiche Zeit |
| 09.  | Damiano Caruso    | Team Katusha                  | gleiche Zeit |
| 10.  | Daniel Biedermann | Team Gourmetfein Simplon Wels | gleiche Zeit |

| Rang | Fahrer / Nation | Team                          | Zeit     |
| ---- | --------------- | ----------------------------- | -------- |
| 01.  | Peter Kennaugh  | Team Sky                      | 29:45:40 |
| 02.  | Javier Moreno   | Movistar Team                 | +1:03    |
| 03.  | Damiano Caruso  | Team Katusha                  | +1:42    |
| 04.  | Patrick Konrad  | Team Gourmetfein Simplon Wels | +2:50    |
| 05.  | Riccardo Zoidl  | Trek Factory Racing           | +2:52    |
| 06.  | Jérôme Coppel   | Cofidis, Solutions Crédit     | +3:03    |
| 07.  | Oliver Zaugg    | Tinkoff - Saxo                | +3:07    |
| 08.  | Jure Golčer     | Team Gourmetfein Simplon Wels | +3:47    |
| 09.  | Dayer Quintana  | Movistar Team                 | +4:14    |
| 10.  | Thomas Degand   | Wanty-Groupe Gobert           | +4:15    |

## Gesamtwertungen
| Rang | Fahrer / Nation | Team                          | Zeit     |
| ---- | --------------- | ----------------------------- | -------- |
| 01.  | Peter Kennaugh  | Team Sky                      | 29:45:40 |
| 02.  | Javier Moreno   | Movistar Team                 | +1:03    |
| 03.  | Damiano Caruso  | Team Katusha                  | +1:42    |
| 04.  | Patrick Konrad  | Team Gourmetfein Simplon Wels | +2:50    |
| 05.  | Riccardo Zoidl  | Trek Factory Racing           | +2:52    |
| 06.  | Jérôme Coppel   | Cofidis, Solutions Crédit     | +3:03    |
| 07.  | Oliver Zaugg    | Tinkoff - Saxo                | +3:07    |
| 08.  | Jure Golčer     | Team Gourmetfein Simplon Wels | +3:47    |
| 09.  | Dayer Quintana  | Movistar Team                 | +4:14    |
| 10.  | Thomas Degand   | Wanty-Groupe Gobert           | +4:15    |

| Rang | Team                          | Kürzel | Land                   | Zeit     |
| ---- | ----------------------------- | ------ | ---------------------- | -------- |
| 01.  | Movistar Team                 | MOV    | Spanien                | 89:23:03 |
| 02.  | Tinkoff-Saxo                  | TST    | Russland               | +05:49   |
| 03.  | Team Gourmetfein Simplon Wels | RSW    | Osterreich             | +07:16   |
| 04.  | Cofidis, Solutions Crédits    | COF    | Frankreich             | +08:39   |
| 05.  | Wanty-Groupe Gobert           | WGG    | Belgien                | +18:21   |
| 06.  | Team Sky                      | SKY    | Vereinigtes Konigreich | +23:44   |
| 07.  | Trek Factory Racing           | TFR    | Vereinigte Staaten     | +31:09   |
| 08.  | BMC Racing Team               | BMC    | Vereinigte Staaten     | +36:43   |
| 09.  | Cannondale                    | CAN    | Italien                | +47:32   |
| 10.  | Astana Pro Team               | AST    | Kasachstan             | +49:44   |

| Rang | Fahrer / Nation  | Team                          | Punkte |
| ---- | ---------------- | ----------------------------- | ------ |
| 01.  | Peter Kennaugh   | Team Sky                      | 42     |
| 02.  | Damiano Caruso   | Team Katusha                  | 39     |
| 03.  | Marco Haller     | Team Katusha                  | 35     |
| 04.  | Oscar Gatto      | Cannondale                    | 30     |
| 05.  | Javier Moreno    | Movistar Team                 | 30     |
| 06.  | Dayer Quintana   | Movistar Team                 | 27     |
| 07.  | Jesse Sergent    | Trek Factory Racing           | 27     |
| 08.  | Oliver Zaugg     | Tinkoff - Saxo                | 27     |
| 09.  | Juan José Lobato | Movistar Team                 | 24     |
| 10.  | Patrick Konrad   | Team Gourmetfein Simplon Wels | 23     |

| Rang | Fahrer / Nation    | Team                       | Punkte |
| ---- | ------------------ | -------------------------- | ------ |
| 01.  | Maxim Belkov       | Team Katusha               | 37     |
| 02.  | Dayer Quintana     | Movistar Team              | 23     |
| 03.  | Peter Kennaugh     | Team Sky                   | 22     |
| 04.  | Marco Canola       | Bardiani CSF               | 20     |
| 05.  | Clemens Fankhauser | Tirol Cycling Team         | 20     |
| 06.  | Gregor Mühlberger  | Tirol Cycling Team         | 19     |
| 07.  | Jesse Sergent      | Trek Factory Racing        | 19     |
| 08.  | Yohann Bagot       | Cofidis, Solutions Crédits | 16     |
| 09.  | Marco Minnaard     | Wanty-Groupe Gobert        | 14     |
| 10.  | Damiano Caruso     | Team Katusha               | 13     |

| Rang | Fahrer / Nation   | Team                          | Zeit     |
| ---- | ----------------- | ----------------------------- | -------- |
| 01.  | Patrick Konrad    | Team Gourmetfein Simplon Wels | 29:48:30 |
| 02.  | Dayer Quintana    | Movistar Team                 | +01:24   |
| 03.  | Bob Jungels       | Trek Factory Racing           | +04:16   |
| 04.  | Frederik Backaert | Wanty-Groupe Gobert           | +09:03   |
| 05.  | Lawrence Warbasse | BMC Racing Team               | +12:09   |

| Rang | Fahrer / Nation    | Team                          | Zeit     |
| ---- | ------------------ | ----------------------------- | -------- |
| 01.  | Patrick Konrad     | Team Gourmetfein Simplon Wels | 29:48:30 |
| 02.  | Riccardo Zoidl     | Trek Factory Racing           | +02      |
| 03.  | David Wöhrer       | Tirol Cycling Team            | +16:09   |
| 04.  | Clemens Fankhauser | Tirol Cycling Team            | +29:33   |
| 05.  | Gregor Mühlberger  | Tirol Cycling Team            | +46:54   |